# Codename: Panzers Phase II
Codename: Panzers Phase II o simplement Panzers II, és un videojoc d'estratègia en temps real desenvolupat per Stormregion i distribuït per FX Interactive per a Windows. Va ser llançat a mitjans del 2004 i és el segon títol de la saga Panzers.
El joc està basat en la Segona Guerra Mundial, al nord d'Àfrica el 1940 i comprèn fins a la retirada de Belgrad a finals de 1943. Els jugadors prenen el control de sis exèrcits diferents: l'alemany, l'italià, el britànic, el nord-americà, el soviètic i els comandos partisans, i els han de portar a la victòria amb les determinades missions que s'assignen a cada campanya. El joc disposa d'un joc en línia contra jugadors de diferents llocs, per mitjà de Gamespy.
Panzers II va ser produït per la companyia hispana-italiana, FX Interactive sota el desenvolupament de Stormregion, companyia desenvolupadora de Hot Dawgs. Codename: Panzers II és la seqüela del joc conegut com a Codename: Panzers Phase I o Panzers, del qual van prendre les bases per al desenvolupament. Finalment, li van ser agregades noves millores gràfiques. El seu motor gràfic és conegut com a Gepard 3 D ENGINE, i és el mateix que va ser utilitzat per a la primera part.
El joc compta amb un editor d'escenaris que serveix per crear diversos mapes i missions amb tots els elements que incorporen els escenaris originals del joc. Les eines de l'editor ofereixen la possibilitat d'elegir el tipus de terreny i situar les unitats, decidir l'emplaçament d'edificis, ubicar objectes, etc. Per accedir a aquests, és necessari entrar en una altra carpeta del mateix joc inclòs en el DVD, a més, la pàgina oficial ofereix tutorials per conèixer a detall totes les opcions de l'editor.

## Mode de joc
El jugador disposa d'un menut exèrcit i ho ha de guiar fins a la victòria de cada campanya. Panzers II consta de tres campanyes que se succeeixen en ordre cronològic. Cada campanya està al seu torn composta per diverses missions encadenades. Una vegada completats els objectius principals d'una missió, el jugador, rebrà informació precisa sobre la seua pròxima missió.
El jugador disposa d'un petit exèrcit i l'ha de guiar fins a la victòria de cada campanya. Panzers II consta de tres campanyes que se succeeixen en ordre cronològic. Cada campanya està composta per diverses missions encadenades. Una vegada completats els objectius principals d'una missió, el jugador, rebrà informació precisa sobre la seva pròxima missió.

### Campanyes i oficials
El desenvolupament de les campanyes està marcat per les vivències dels sis personatges que les protagonitzen a cada una de les set campanyes, els set comandants són:.
- Dario de Angelis: Fill menor d'una família italiana, d'àmplia tradició militar, l'agost de 1940 és destinat al capdavant d'Àfrica amb el X exèrcit d'Infanteria Mòbil del mariscal Graziani. Somia ser el primer italià a entrar victoriós al Caire, però les seves prioritats canvien des del moment en què l'avió del seu germà Sergio, oficial d'intel·ligència, cau en algun punt del desert.

- Sergio de Angelis: Home d'irreprotxable expedient, el capità De Angelis viu una contradicció entre l'amor del seu país i el rebuig de la ideologia imperant. Sergio aspira que les seves idees liberals calin en el seu impetuós germà Dario. Però els capricis del destí van voler que fos precisament el seu germà qui dirigís la missió de recerca quan l'artilleria britànica va fer caure a Sergio al nord d'Àfrica.

- Hans Von Grobel: Ascendit a tinent de l'exèrcit alemany el 1940 pel seu brillant paper a la campanya francesa, va ser destinat al Panzergruppe Afrika. Allà, sota el sol del desert li espererien dures batalles al costat del seu gran amic italià, Dario De Angelis

- James Barnes: Obligat a abandonar una prometedora carrera militar, s'embarca voluntari amb rumb al Caire per defensar Egipte de l'imminent atac italià. A les files de la Sèptima Divisió es va guanyar el reconeixement d'oficials i companys, que el van batejar amb l'apel·latiu de "Gentleman". Però Barnes mai va imaginar que la guerra posaria a prova el seu sentit de l'honor.

- Jeffrey Buck Wilson: A l'estiu de 1940 es va allistar a l'oficina de reclutament de Nashville, Tennessee, i s'incorporà al 752 Batalló de Tancs de l'exèrcit estatunidenc. No trigaria a ser ascendit a sergent d'artilleria. Destinat al front d'Àfrica, Buck travaria una amistat infrangible amb el britànic James Barnes.

- Aleksander Efremovich Vladimirov: Voluntari de l'Exèrcit Roig, va formar part de les tropes que van lluitar a Moscou i que van detenir l'avanç alemany en la batalla de Stalingrad. Impulsat pel seu esperit indomable, ell es trasllada als Balcans atret per la llegenda d'un home de qui explicaven que dirigia les brigades partisanes: un tal "Wolf".

- Farvan Vuk Pondurovic: Líder de la resistència partisana en Iugoslàvia, va ser capturat l'abril de 1941 per un destacament alemany comandat per Hans von Grobel. Però mai no va arribar a ser lliurat a la Gestapo. La columna alemanya que el traslladava va sofrir una emboscada i "Wolf" va escapar per recórrer més de 100 kilogràmetres en territori enemic abans de trobar els seus homes i posar-se al capdavant de l'alliberament de la seva pàtria

#### Campanya de l'Eix
| Missió             | Personatges                        | Lloc                   | Data                  |  |
| ------------------ | ---------------------------------- | ---------------------- | --------------------- |  |
| Sidi Barrani       | Diari De Angelis                   | Sidi Barrani, Egipte   | 9 de desembre de 1940 |  |
| Mersa Brega        | Diari De Angelis i Hans von Grobel | Mersa Brega, Líbia     | 31 de maig de 1941    |  |
| Paso de Halfaya    | Diari De Angelis y Hans von Grobel | Paso de Halfaya, Líbia | 1941                  |  |
| Operació Battleaxe | Diari De Angelis i Hans von Grobel | Cirenaica, Líbia       | 1941                  |  |
| Sidi Rezegh        | Diari De Angelis i Hans von Grobel | Tobruk, Líbia          | 1941                  |  |
| Línea de Gazala    | Diari De Angelis i Hans von Grobel | Gazala, Líbia          | 1942                  |  |
| Fort Bir Hacheim   | Diari De Angelis                   | Bir Hakeim, Líbia      | 1942                  |  |
| El Alamein         | Diari De Angelis i Hans von Grobel | El Alamein, Egipte     | 1942                  |  |

#### Campanya Aliada
| Missió            | Personatges                   | Lloc                    | Data |  |
| ----------------- | ----------------------------- | ----------------------- | ---- |  |
| El Alamein        | James Barnes                  | El Alamein, Egipte      | 1942 |  |
| Tobruk            | James Barnes                  | Tobruk, Líbia           | 1942 |  |
| Pas Kasserine     | Jeffrey Wilson                | Paso Kasserine, Tunísia | 1943 |  |
| Operació Crusader | James Barnes i Jeffrey Wilson | Tunísia, Tunísia        | 1943 |  |
| Operació Husky    | James Barnes                  | Sicília, Itàlia         | 1943 |  |
| Rio Volturno      | Jeffrey Wilson                | Volturno, Itàlia        | 1943 |  |
| Montecassino      | James Barnes i Jeffrey Wilson | Montecassino, Itàlia    | 1944 |  |
| Anzio             | James Barnes i Jeffrey Wilson | Anzio, Itàlia           | 1944 |  |

#### Campanya Partisana
| Missió                 | Personatges                                              | Lloc       | Data |  |
| ---------------------- | -------------------------------------------------------- | ---------- | ---- |  |
| Operació Seathed Saber | Farvan Vuk Pondurovic                                    | Iugoslàvia | 1943 |  |
| La fugida              | Farvan Vuk Pondurovic                                    | Iugoslàvia | 1943 |  |
| Belgrad                | Farvan Vuk Pondurovic i Aleksander Efremovich Vladimirov | Iugoslàvia | 1944 |  |
| Fi de l'Ocupació       | Farvan Vuk Pondurovic                                    | Iugoslàvia | 1945 |  |

Aquests participen en cada una de les campanyes que els són assignades:
- Campanya de l'eix: Es desenvolupa entre desembre de 1940 i juliol de 1942. Tropes italo-alemanyes s'enfronten a l'exèrcit britànic pel control del nord de l'Àfrica.

- Campanya Aliada: Comença el novembre de 1942: l'exèrcit aliat recupera les seves posicions a l'Àfrica i emprèn la invasió a Sicília com a cap de pont per a l'avanç sobre la península Cursiva.

- Campanya Partisana: A finals de 1943, amb el conflicte arribant a la seva fi a Europa, les brigades partisanes i tropes de l'exèrcit soviètic uneixen les seves forces per culminar l'alliberament de Iugoslàvia.

## Recepció i crítica
La primera versió de Panzers I (Phase One) va tenir bastant èxit. FX Interactive, distribuïdor del joc, i Stormregio van decidir formar la segona part d'aquest joc d'estratègia en temps real de la Segona Guerra Mundial.
Existeix una gran varietat d'aquest tipus de jocs, el qual fa difícil saber quin és el millor. Panzers II, aporta novetats a la temàtica d'aquests.
Un factor a favor del joc va ser l'extraordinari preu d'aquest, amb 20 €, va ser qualificat com a "bo, bonic i barat", segons Fantasymundo.